# Riksväg 97
Der Riksväg 97 ist eine schwedische Fernverkehrsstraße in Norrbottens län.

## Verlauf
Die Straße verläuft von der Stadt Luleå, dabei ein kurzes Stück als Kraftfahrstraße (Motortrafikled), an deren Rand sie den Europaväg 4 kreuzt, in nordwestlicher Richtung  zunächst am Gammelstadsfjord und weiter am Lule älv über Boden, wo sie den Länsväg 356 kreuzt, Harads und Vuollerim nach Jokkmokk. Dort trifft sie auf den Europaväg 45 (Inlandsvägen) und endet an diesem. Die Länge der Straße beträgt 169 km.

## Geschichte
Die Straße erhielt ihre geltende Bezeichnung im Jahr 1962, führte aber bis 1985 im Norden weiter bis Gällivare.

## Galerie

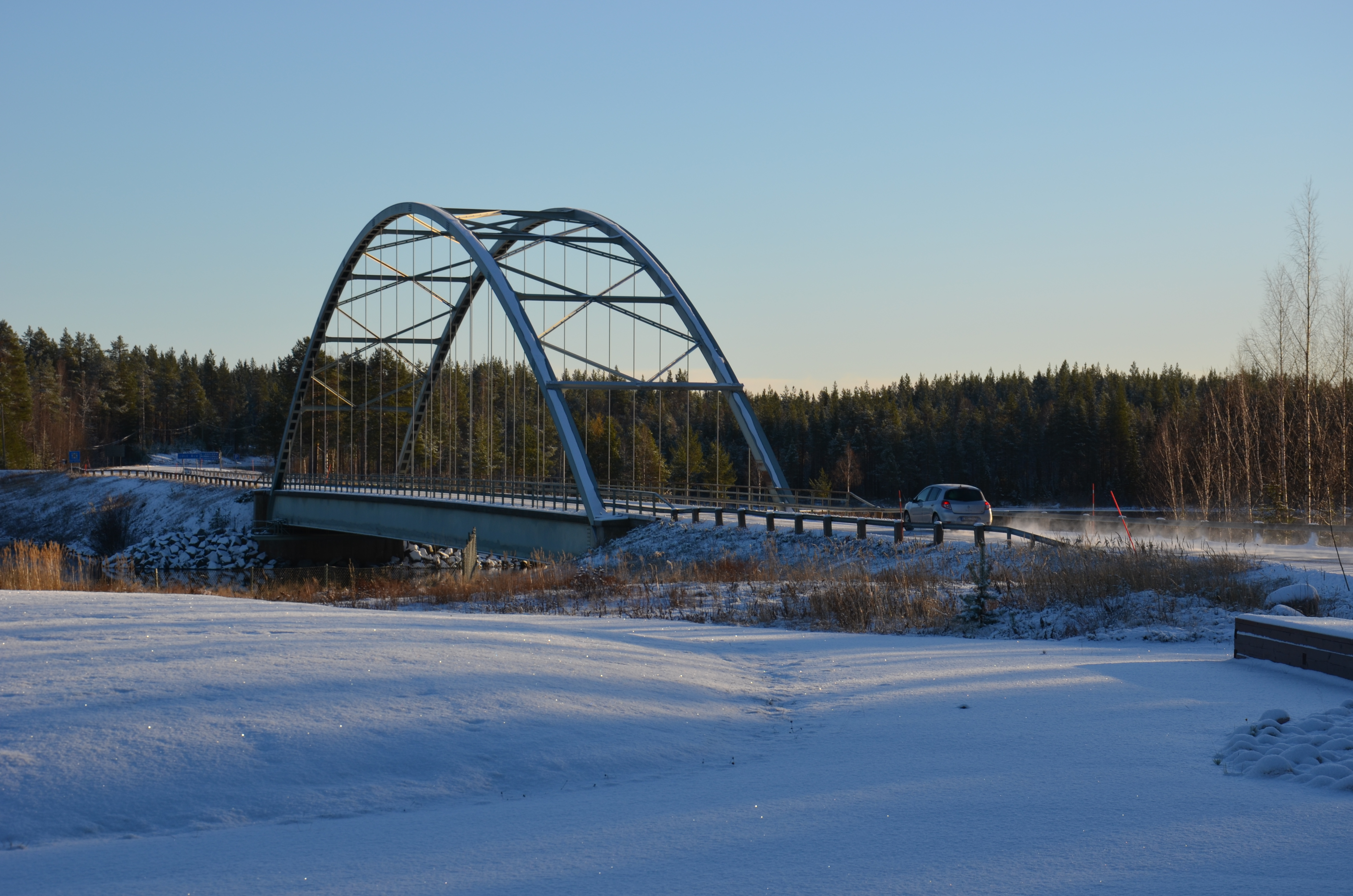
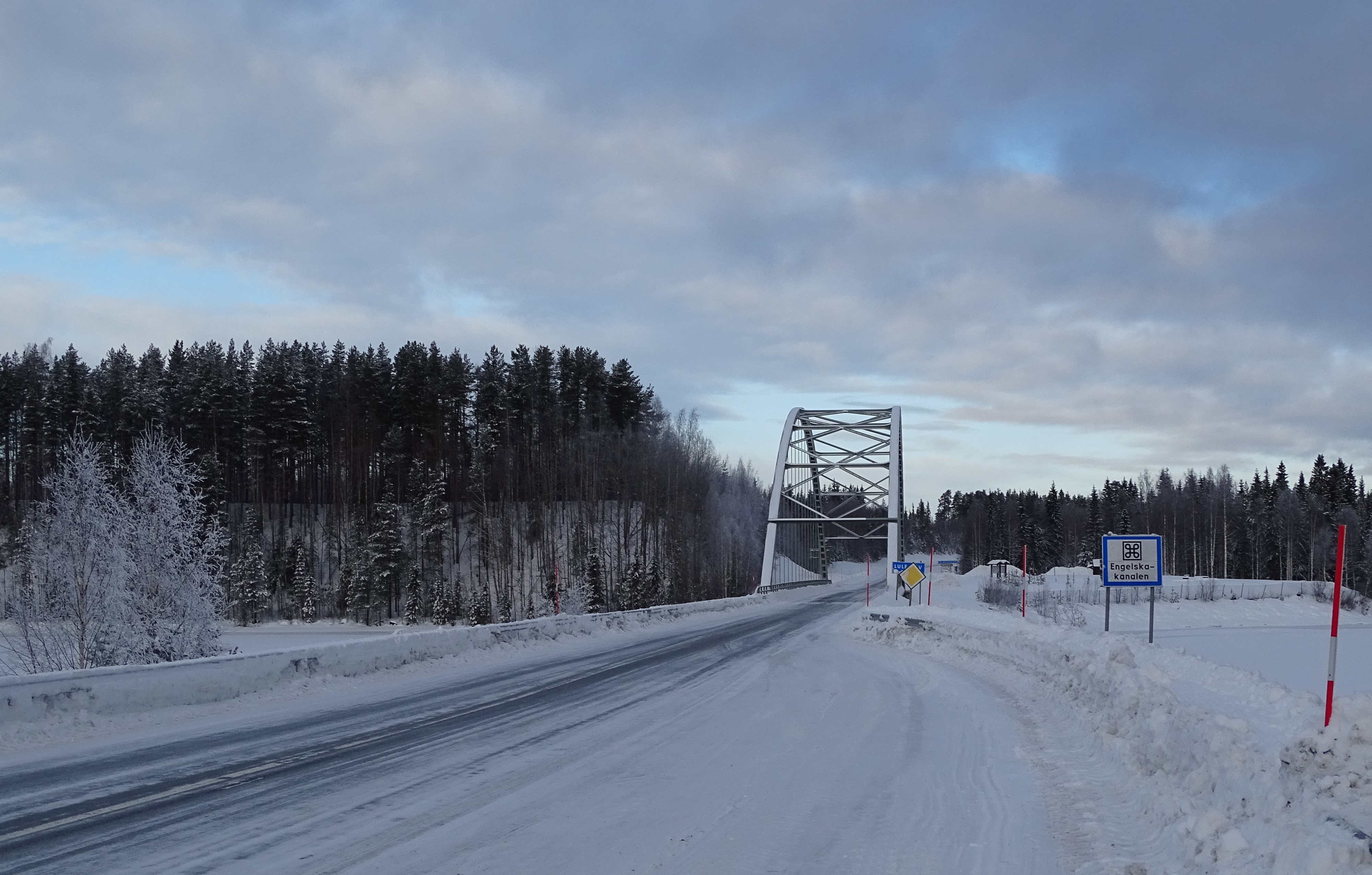
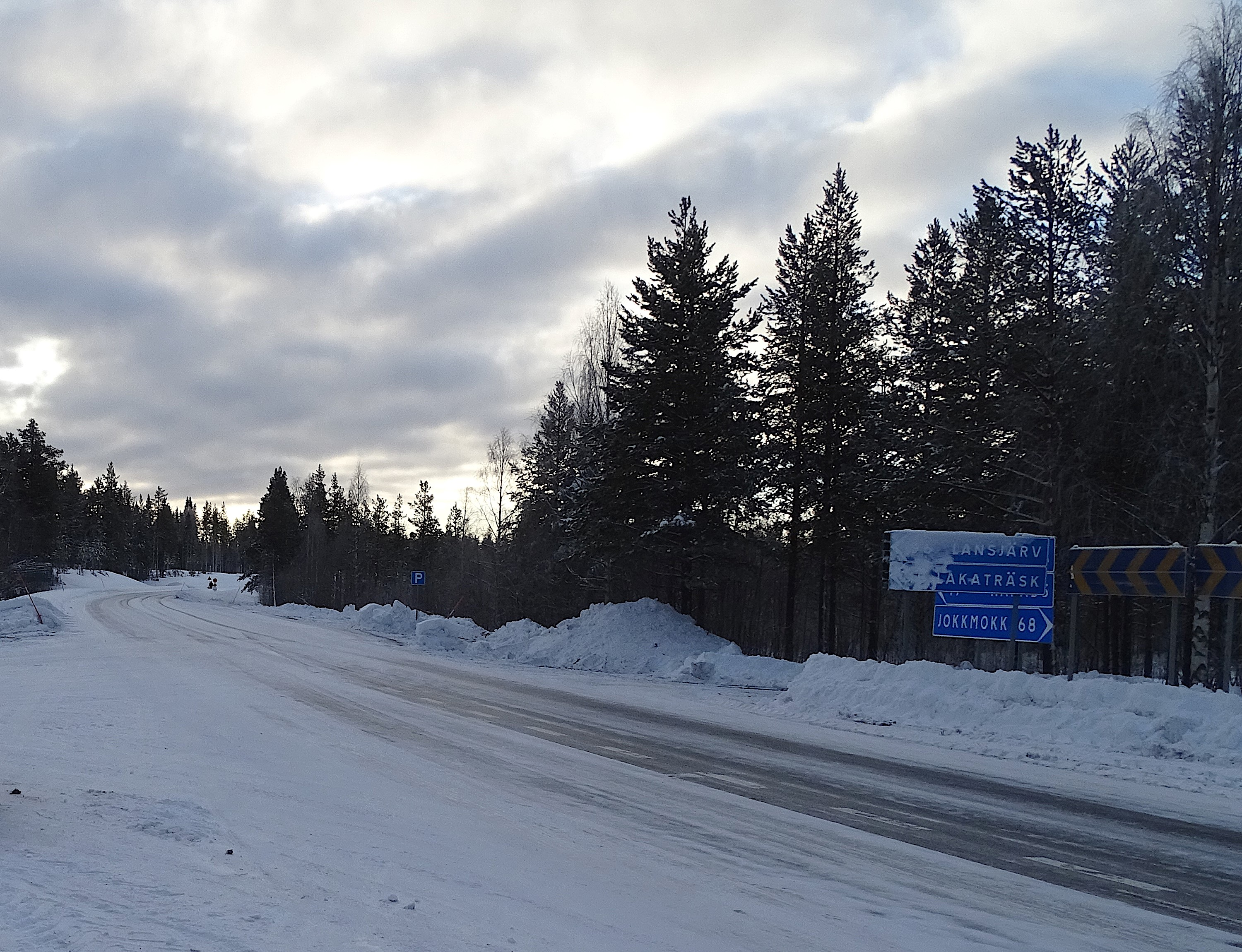